# EPrix van Haiderabad 2023
De ePrix van Haiderabad 2023 werd gehouden op 11 februari 2023 op het Hyderabad Street Circuit. Dit was de vierde race van het negende Formule E-seizoen.
De race werd gewonnen door DS-coureur Jean-Éric Vergne, die zijn eerste ePrix-zege sinds de ePrix van Rome 2021 behaalde. Nick Cassidy werd voor Envision tweede. Zijn teamgenoot Sébastien Buemi werd oorspronkelijk derde, maar hij kreeg een tijdstraf omdat hij te veel energie had verbruikt. Hierdoor ging de laatste podiumplaats naar Porsche-rijder António Félix da Costa.

## Kwalificatie

### Groepsfase
De top vier uit iedere groep kwalificeerde zich voor de knockoutfase.
Groep A
| Pos | No | Coureur                | Team            | Tijd     |
| --- | -- | ---------------------- | --------------- | -------- |
| 1   | 9  | Mitch Evans            | Jaguar          | 1:14.194 |
| 2   | 23 | Sacha Fenestraz        | Nissan          | 1:14.204 |
| 3   | 16 | Sébastien Buemi        | Envision-Jaguar | 1:14.503 |
| 4   | 7  | Maximilian Günther     | Maserati        | 1:14.518 |
| 5   | 94 | Pascal Wehrlein        | Porsche         | 1:14.663 |
| 6   | 8  | Oliver Rowland         | Mahindra        | 1:14.721 |
| 7   | 13 | António Félix da Costa | Porsche         | 1:14.732 |
| 8   | 3  | Sérgio Sette Câmara    | NIO             | 1:14.756 |
| 9   | 1  | Stoffel Vandoorne      | DS              | 1:14.823 |
| 10  | 11 | Lucas di Grassi        | Mahindra        | 1:14.917 |
| 11  | 5  | Jake Hughes            | McLaren-Nissan  | 1:15.118 |

Groep B
| Pos | No | Coureur              | Team             | Tijd     |
| --- | -- | -------------------- | ---------------- | -------- |
| 1   | 58 | René Rast            | McLaren-Nissan   | 1:14.091 |
| 2   | 25 | Jean-Éric Vergne     | DS               | 1:14.095 |
| 3   | 10 | Sam Bird             | Jaguar           | 1:14.187 |
| 4   | 48 | Edoardo Mortara      | Maserati         | 1:14.233 |
| 5   | 37 | Nick Cassidy         | Envision-Jaguar  | 1:14.234 |
| 6   | 27 | Jake Dennis          | Andretti-Porsche | 1:14.377 |
| 7   | 17 | Norman Nato          | Nissan           | 1:14.420 |
| 8   | 33 | Dan Ticktum          | NIO              | 1:14.539 |
| 9   | 51 | Nico Müller          | Abt-Mahindra     | 1:14.549 |
| 10  | 36 | André Lotterer       | Andretti-Porsche | 1:14.818 |
| 11  | 4  | Kelvin van der Linde | Abt-Mahindra     | 1:15.173 |

### Knockoutfase
De combinatie letter/cijfer staat voor de groep waarin de betreffende coureur uitkwam en de positie die hij in deze groep behaalde.
|  | Kwartfinale        | Kwartfinale      |                  |           | Halve finale | Halve finale |  |  | Finale | Finale |
|  |                    |                  |                  |           |              |              |  |  |        |        |
|  |                    |                  |                  |           |              |              |  |  |        |        |
|  | A3-A2              |                  |                  |           |              |              |  |  |        |        |
|  |                    |                  |                  |           |              |              |  |  |        |        |
|  | Sébastien Buemi    | 1:13.599         |                  |           |              |              |  |  |        |        |
|  | Sébastien Buemi    | 1:13.599         | K1-K2            |           |              |              |  |  |        |        |
|  | Sacha Fenestraz    | Geen tijd        |                  |           |              |              |  |  |        |        |
|  | Sacha Fenestraz    | Geen tijd        | Sébastien Buemi  | 1:13.533  |              |              |  |  |        |        |
|  | A4-A1              |                  | Sébastien Buemi  | 1:13.533  |              |              |  |  |        |        |
|  |                    | Mitch Evans      | 1:13.250         |           |              |              |  |  |        |        |
|  | Maximilian Günther | Mitch Evans      | 1:13.250         | Geen tijd |              |              |  |  |        |        |
|  | Maximilian Günther |                  | H1-H2            | Geen tijd |              |              |  |  |        |        |
|  | Mitch Evans        | 1:13.526         |                  |           |              |              |  |  |        |        |
|  | Mitch Evans        | 1:13.526         | Mitch Evans      | 1:13.228  |              |              |  |  |        |        |
|  | B3-B2              |                  | Mitch Evans      | 1:13.228  |              |              |  |  |        |        |
|  |                    | Jean-Éric Vergne | 1:13.249         |           |              |              |  |  |        |        |
|  | Sam Bird           | Jean-Éric Vergne | 1:13.249         | Geen tijd |              |              |  |  |        |        |
|  | Sam Bird           | K3-K4            |                  | Geen tijd |              |              |  |  |        |        |
|  | Jean-Éric Vergne   | 1:13.503         |                  |           |              |              |  |  |        |        |
|  | Jean-Éric Vergne   | 1:13.503         | Jean-Éric Vergne | 1:13.472  |              |              |  |  |        |        |
|  | B4-B1              |                  | Jean-Éric Vergne | 1:13.472  |              |              |  |  |        |        |
|  |                    |                  |                  |           |              |              |  |  |        |        |
|  | Edoardo Mortara    | Geen tijd        |                  |           |              |              |  |  |        |        |
|  | Edoardo Mortara    | Geen tijd        |                  |           |              |              |  |  |        |        |
|  | René Rast          | Geen tijd        |                  |           |              |              |  |  |        |        |
|  | René Rast          | Geen tijd        |                  |           |              |              |  |  |        |        |

### Startopstelling
| Pos | No | Coureur                | Team             |
| --- | -- | ---------------------- | ---------------- |
| 1   | 9  | Mitch Evans            | Jaguar           |
| 2   | 25 | Jean-Éric Vergne       | DS               |
| 3   | 16 | Sébastien Buemi        | Envision-Jaguar  |
| 4   | 23 | Sacha Fenestraz        | Nissan           |
| 5   | 7  | Maximilian Günther     | Maserati         |
| 6   | 10 | Sam Bird               | Jaguar           |
| 7   | 48 | Edoardo Mortara        | Maserati         |
| 8   | 58 | René Rast              | McLaren-Nissan   |
| 9   | 37 | Nick Cassidy           | Envision-Jaguar  |
| 10  | 8  | Oliver Rowland         | Mahindra         |
| 11  | 27 | Jake Dennis            | Andretti-Porsche |
| 12  | 94 | Pascal Wehrlein        | Porsche          |
| 13  | 13 | António Félix da Costa | Porsche          |
| 14  | 17 | Norman Nato            | Nissan           |
| 15  | 3  | Sérgio Sette Câmara    | NIO              |
| 16  | 33 | Dan Ticktum            | NIO              |
| 17  | 1  | Stoffel Vandoorne      | DS               |
| 18  | 51 | Nico Müller            | Abt-Mahindra     |
| 19  | 11 | Lucas di Grassi        | Mahindra         |
| 20  | 36 | André Lotterer         | Andretti-Porsche |
| 21  | 5  | Jake Hughes            | McLaren-Nissan   |
| 22  | 4  | Kelvin van der Linde   | Abt-Mahindra     |

## Race
| Pos | No | Coureur                | Team             | Rondes | Tijd/Oorzaak uitval | Grid | Punten |
| --- | -- | ---------------------- | ---------------- | ------ | ------------------- | ---- | ------ |
| 1   | 25 | Jean-Éric Vergne       | DS               | 33     | 46:01.099           | 2    | 25     |
| 2   | 37 | Nick Cassidy           | Envision-Jaguar  | 33     | +0.400              | 9    | 18     |
| 3   | 13 | António Félix da Costa | Porsche          | 33     | +1.859              | 13   | 15     |
| 4   | 94 | Pascal Wehrlein        | Porsche          | 33     | +2.855              | 12   | 12     |
| 5   | 3  | Sérgio Sette Câmara    | NIO              | 33     | +3.523              | 15   | 10     |
| 6   | 8  | Oliver Rowland         | Mahindra         | 33     | +7.138              | 10   | 8      |
| 7   | 17 | Norman Nato            | Nissan           | 33     | +7.318              | 14   | 7      |
| 8   | 1  | Stoffel Vandoorne      | DS               | 33     | +7.564              | 17   | 4      |
| 9   | 36 | André Lotterer         | Andretti-Porsche | 33     | +8.703              | 20   | 2      |
| 10  | 48 | Edoardo Mortara        | Maserati         | 33     | +9.073              | 7    | 1      |
| 11  | 51 | Nico Müller            | Abt-Mahindra     | 33     | +10.622             | 18   |        |
| 12  | 23 | Sacha Fenestraz        | Nissan           | 33     | +11.635             | 4    |        |
| 13  | 7  | Maximilian Günther     | Maserati         | 33     | +15.446             | 5    |        |
| 14  | 11 | Lucas di Grassi        | Mahindra         | 33     | +15.999             | 19   |        |
| 15  | 16 | Sébastien Buemi        | Envision-Jaguar  | 33     | +17.735             | 3    |        |
| 16  | 27 | Jake Dennis            | Andretti-Porsche | 33     | +1:10.562           | 11   |        |
| DNF | 58 | René Rast              | McLaren-Nissan   | 25     | Schade ongeluk      | 8    |        |
| DNF | 5  | Jake Hughes            | McLaren-Nissan   | 22     | Ongeluk             | 21   |        |
| DNF | 10 | Sam Bird               | Jaguar           | 18     | Schade ongeluk      | 6    |        |
| DNF | 33 | Dan Ticktum            | NIO              | 15     | Schade ongeluk      | 16   |        |
| DNF | 9  | Mitch Evans            | Jaguar           | 12     | Ongeluk             | 1    | 3      |
| DNF | 4  | Kelvin van der Linde   | Abt-Mahindra     | 9      | Technisch           | 22   |        |

## Tussenstanden wereldkampioenschap

### Coureurs
| Positie | No. | Rijder                 | Team             | Punten |
| ------- | --- | ---------------------- | ---------------- | ------ |
| 01      | 94  | Pascal Wehrlein        | Porsche          | 80     |
| 02      | 27  | Jake Dennis            | Andretti-Porsche | 62     |
| 03      | 25  | Jean-Éric Vergne       | DS               | 31     |
| 04      | 16  | Sébastien Buemi        | Envision-Jaguar  | 31     |
| 05      | 37  | Nick Cassidy           | Envision-Jaguar  | 28     |
| 06      | 10  | Sam Bird               | Jaguar           | 28     |
| 07      | 5   | Jake Hughes            | McLaren-Nissan   | 27     |
| 08      | 58  | René Rast              | McLaren-Nissan   | 26     |
| 09      | 13  | António Félix da Costa | Porsche          | 21     |
| 10      | 11  | Lucas di Grassi        | Mahindra         | 18     |

### Constructeurs
| Positie | Team             | Punten |
| ------- | ---------------- | ------ |
| 01      | Porsche          | 101    |
| 02      | Andretti-Porsche | 78     |
| 03      | Envision-Jaguar  | 59     |
| 04      | McLaren-Nissan   | 53     |
| 05      | Jaguar           | 42     |
| 06      | DS               | 36     |
| 07      | Mahindra         | 26     |
| 08      | NIO              | 11     |
| 09      | Nissan           | 11     |
| 10      | Maserati         | 03     |